# 薇薇安·薇拉蕊
薇薇安·薇拉蕊（Vivian Villarreal，1965年1月30日—），美国花式撞球職業選手，外號「德州龍捲風」，撞擅的開心果，經常於場中做些誇張動作引起觀眾嘻笑。

## 比賽成績
- 2008年WPBA卡羅萊納經典賽第三名
- 2008年WPBA太平洋岸經典賽第二名
- 2008年WPBA美國職業女子撞球國家錦標賽第三名
- 2009年WPBA大湖經典賽第五名
- 2009年WPBA美國撞球公開賽第五名
- 2009年中國公開賽女子組第九名
- 2010年安麗盃世界女子花式撞球錦標賽4強未晉級

## 特殊事蹟
- 2010年安麗盃4強賽對決車由蘭以8比9，一分之差惜敗。